# Pobješnjeli Max
Pobješnjeli Max (eng. Mad Max) je kultni australski ZF film iz 1979. godine s Melom Gibsonom u glavnoj ulozi, što je ovog dotad nepoznatog australskog glumca lansiralo među najplaćenije filmske zvijezde. Snimljena su i dva nastavka: Pobješnjeli Max 2: Cestovni ratnik (1981.), za kojeg dio kritike, a i publike tvrdi da je bolji od originalnog filma, i Pobješnjeli Max 3: Thunderdome (1985.), s Tinom Turner u jednoj od glavnih uloga. 
Radnja (u stilu tradicionalnog westerna) se odvija u bliskoj budućnosti i govori o kolapsu civiliziranog društvenog uređenja, početku kraja naftnog doba i o osveti. Film je režirao George Miller, a uz Gibsona još igraju Joanne Samuel, Hugh Keays-Byrne, Steve Bisley, Tim Burns i Roger Ward.

## Filmska ekipa
Režija: George Miller; prije nego što se počeo baviti režijom radio je kao doktor medicine na odjelu hitne pomoći i bio svjedok brojnim ozljedama i smrtnim slučajevima zbog prometnih nezgoda, koje su prikazane u filmu. Kasnije su se pojavile špekulacije da je iz njegovog medicinskog iskustva možda preuzeto ime glavnog lika, po češkom liječniku i patologu iz 19. stoljeća koji je uveo proceduru uklanjanja organa kod autopsije (metoda se više ne koristi). Zvao se Karel Rokitansky. 
Glume: Mel Gibson (Mad Max Rockatansky), Joanne Samuel (Jessie Rockatansky), Hugh Keays-Byrne (Toecutter), Steve Bisley (Jim Goose), Tim Burns (Johnny) i dr.
Film je snimljen za samo dvanaest tjedana u okolici Melbourna.

## Radnja
Gibson igra “Mad” Maxa Rockatanskog, hladnokrvnog i neustrašivog prometnog policajca-presretača obučenog u uniformu od crne kože. Max se, u ne tako dalekoj, post-apokaliptičnoj budućnosti, bori protiv bande ludih bikera-ubojica, koji teroriziraju svakog na koga ih put nanese, sve dok se na njihovoj meti ne nađu Maxov najbolji prijatelj u policiji i njegova obitelj...
Član motociklističke bande poznat po nadimku "Nightrider" bježi iz policijskog zatočeništva u društvu jedne pankerice u ukradenom policijskom presretačkom vozilu. Iako za kratko uspijeva umaknuti potjeri, tada se suočava s najboljim presretačem. Max, kao vještiji vozač, započinje potjeru koja pri visokoj brzini počinje kidati živce protivniku, što rezultira njegovim sudarom s preprekom na cesti i smrću njega i suputnice u eksploziji automobila.
"Nightriderovu" bandu vodi barbarski vođa "Toecutter" uz asistenciju svog doglavnika "Bubbe" Zanettija. Oni vandaliziraju zabačena provincijska mjesta, kradu namirnice, gorivo i teroriziraju lokalno stanovništvo. Max i njegov kolega i najbolji prijatelj Jim Goose uhapse mladog člana bande "Johnny the Boya" na mjestu jednog od njihovih zločina (silovanje), ali ga sud zbog nedostatka svjedoka oslobađa. Nedugo zatim "Johnny the Boy" sabotira Gooseov policijski motocikl što uzrokuje njegov pad u kojem prolazi neozlijeđen, ali je njegov motocikl teško oštećen. Goose posuđuje pick-up da odveze motor na popravak, ali ga u povratku iz zasjede presreće banda i uzrokuje njegovo prevrtanje i slijetanje s ceste. Dok se Goose neuspješno pokušava osloboditi i izvući iz prevrnute olupine, "Johnny" i "Toecutter" bacaju upaljenu šibicu na prekinuti dovod goriva i zapale pick-up. 
Goose preživljuje, ali je teško opečen, i nakon što Max u bolnici vidi njegovo tijelo unakaženo do neprepoznatljivosti, iz njega izbija bijes i razočaranje u policiju. Bojeći se da će uskoro i sam postati surov i brutalan kao članovi bande, on svom nadređenom kapetanu ponudi neopozivu ostavku. Ovaj ga nagovori da ode na odmor s obitelji prije donošenja konačne odluke o odlasku iz policije. 
Tokom praznika na udaljenoj farmi nedaleko obale mora, njegova žena Jessie i njihov maleni sin Sprog nailaze na "Toecutterovu" bandu kojima ona uspijeva pobjeći, ali ih oni ubrzo pronalaze na farmi. Dok Max pješice traži svoju obitelj na šumskom putu prema plaži, ona pokušava pobjeći s djetetom, ali ih banda dostiže i nemilosrdno pregazi motociklima. Max dolazi prekasno i nalazi samo njihova tijela nasred ceste.
Ispunjen opsesivnim bijesom Max se sam vraća kući, oblači svoje kožno odijelo, te iz policijske garaže uzima najsnažniji dorađeni V-8 presretački automobil i kreće u osvetničku potragu za bandom. Od mehaničara koji povremeno servisira motocikle za bandu, Max brutalno iznuđuje informacije o njima, a zatim ih metodički sustiže i ubija. Nekoliko ih je prisiljeno na pad s mosta pri velikoj brzini, Max ubija "Bubbu" iz svoje skraćene dvocijevke, a "Toecutter" tokom potjere podlijeće pod nadolazeći šleper. U cestovnim bitkama Max je također ozlijeđen: ranjen je metkom u koljeno, zbog čega mora nositi privremene šipke s vanjske strane noge, a "Bubba" mu je prije smrti motociklom prešao preko ruke slomivši je. U njemu se sve više pojavljuje nemilosrdna okrutnost koja ga goni da pronađe preostale članove bande. Kad pronađe posljednjeg, "Johnny the Boya", kako uz cestu pljačka leš svježe poginulog vozača, sveže lisicama njegov gležanj za osovinu smrskanog vozila, te koristeći cureće gorivo i upaljač za cigarete improvizira vremenski odgođen detonator. Bacajući pred zaprepaštenog Johnnyja pilu za željezo, Max mu ostavlja izbor: ili će pokušati prepiliti nehrđajući ojačani čelik lisica (što traje deset minuta), ili će prepiliti svoj gležanj (što traje pet minuta). Dok Max odlazi bez da se i jednom okrenuo, iza njega odjekuje eksplozija vozila, a on se smirenog izraza lica upućuje praznom cestom u australsku pustaru, ogromnu rijetko naseljenu polupustinju.              

## Vozila
Najupečatljivije vozilo je Maxov crni Ford XB Falcon Hardtop limitirane serije iz 1973.g. s motorom V-8, zračnim kompresorom i mnogim drugim modifikacijama. Nightriderovo vozilo je bio Holden Monaro coupe iz 1972.g.
Motocikle tipa Kawasaki KZ1000s je donirala istoimena tvrtka, a vozili su ih članovi lokalnog melbournskog moto-kluba Vigilantes.
Do kraja snimanja uništeno je ukupno 14 raznih vozila. Automobil uništen u uvodnoj sceni Mazda Bongo pripadao je redatelju Milleru, pošto je produkciji ponestajalo novca.

## Zanimljivosti
- Film je nastao pod utjecajem jednog od najpopularnijih svjetskih stripovskih serijala: “Jeremiah” Hermana Huppena. Po Milleru, dodatna inspiracija je bio ZF film "Čovjek i njegov pas" iz 1975.
- Mel Gibson nije otišao na audiciju za film kako bi dobio ulogu, nego kako bi otpratio svojeg prijatelja do tamo. No dan prije se potukao u nekom baru i bio pun modrica, pa su mu rekli da se vrati za tri tjedna jer za snimanje treba puno "čudaka". Kada se vratio nakon tri tjedna, modrice su zacijelile te su ga zamolili da napravi audiciju za glavnu ulogu.
- 1979. Mel Gibson nije bio poznat, pa je film u SAD-u reklamiran uglavnom s akcijskim scenama.
- Oko 20 % scena potjere nije snimljeno po planu zbog manjka novca.
- Film se nalazi u Guinnessovoj knjizi rekorda zbog visoke isplativosti; koštao je 400.000 $ a zaradio 100.000.000 $ diljem svijeta.

## Vanjske poveznice
- Pobješnjeli Max u internetskoj bazi filmova IMDb-a
- Rotten-tomatoes.com
- Madmaxmovies.com
- Mad Max Online  Arhivirana inačica izvorne stranice od 20. veljače 2006. (Wayback Machine)